# Д’Игнацио, Джильберто
Джильберто Д’Игнацио Пульпито (итал. Gilberto D'Ignazio Pulpito; родился 11 декабря 1968 года, Путиньяно, Италия) — итальянский футболист, выступающий на позиции защитника, тренер. 

## Карьера
Джильберто дебютировал за «Таранто», играющем в Серии В, в чемпионате 1986/1987 года, сыграв два матча и забив один гол. После всего одного матча в следующем сезоне, в сезоне 1988/1989 года он играл с большей частотой. За удачной игрой защитника, последовало, однако, понижение клуба в Серию С1. Он оставался в Апулии до 1992 года, собрав в общей сложности 103 игры в лиге.
Переехал в «Виченцу», играющей в Серии C1, затем добилась повышения до Серии B, а Джильберто стал одним из основных защитников красно-белой команды. Он дебютировал в Серии А в сезоне 1995/1996 года, в котором он получил серьезную травму, которая надолго выбила его из игры.